# 一帶一路國際日
一带一路国际日为每年的12月16日，是由世界和平丝带组织（WPRO）设立的国际民间节日，这个节日是陈恩田、冀朝铸等学者响应并纪念一带一路国际合作倡议而发起的国际民间节日。

## 节日起源
2013年12月16日，台湾佛光山开山宗长星云大师前往云南大学庆来堂举行一场名为《看见梦想的力量》的佛学开示，在汉语中，12月16日与一带一路既谐音又对应，便于记忆，国际七三学社前主席陈恩田等学者遂决定将12月16日确定了“一带一路”国际日。为此，陈恩田与联合国原副秘书长冀朝铸，在联合国时任秘书长潘基文、联合国教科文组织时任总干事博科娃的支持下，创立世界和平丝带组织，并以世界和平丝带组织名义设立一带一路国际日。

## 节日活动
12月16日，“熊猫中中”喜迎“一带一路”国际日暨画家刘中《丝路国宝五洲行》长卷发布仪式在京举行，同时揭晓的还有第五届“我爱大熊猫”国际少儿明信片绘画作品展入选作品。